# Erik Leschly
Erik Leschly, danski general, * 27. avgust 1880, † 15. september 1964.

## Življenjepis
Med drugo svetovno vojno je bil poveljnik logistične sekcije Generalštaba Danske kopenske vojske (1930–34), generalni inšpektor konjenice in poveljnik Københavna (1934–43) in nato poveljnik København (1945). Upokojil se je leta 1945.